# Nasa urens
Nasa urens là một loài thực vật có hoa trong họ Loasaceae. Loài này được (Jacq.) Weigend mô tả khoa học đầu tiên năm 1998.